# Бурангулово (Учалинський район)
Бурангу́лово (рос. Бурангулово, башк. Буранғол) — присілок у складі Учалинського району Башкортостану, Росія.
Населення — 67 осіб (2010; 82 в 2002).
Національний склад:
- башкири — 99%